# 皮羅吉夫齊 (赫梅利尼茨基區)
49°23′33″N 27°15′26″E / 49.39250°N 27.25722°E
皮羅希夫齊（烏克蘭語：Пирогівці）是位於烏克蘭西部的村莊，由赫梅利尼茨基州裡赫梅利尼茨基區的赫梅利尼茨基市鎮負責管轄。該村處於南布格河畔，面積1.01平方公里，海拔高度274米，2001年人口1,434。